# Maria Aurèlia Capmany i Farnés
Maria Aurèlia Capmany i Farnés (Barcelona, 3 augustus 1918 - aldaar, 2 oktober 1985) is een Catalaanse schrijfster, die gedichten, essays, prosa en toneelwerken geschreven heeft. Zij was een feministe van het eerste uur en bovendien sterk geëngageerd in de catalanistische verzetsbeweging tegen de militaire dictatuur van Francisco Franco.

## Leven
Maria Aurelia Capmany komt uit een republikeinse literaire familie. Haar oom was Sebastià Farnès, een federalistisch gezinde advocaat en schrijver en haar moeder Aureli Capmany, heemkundige en ook schrijfster. De geest van vrijheid die ze tijdens haar jeugd gekend heeft, zal haar van 1939 af regelmatig met de franquistische autoriteiten in botsing brengen.
Tijdens haar opleiding in de filosofie aan de kweekschool werkt ze als glasgraveerster. Daarna wordt ze lerares in het middelbare onderwijs. In 1947 krijgt ze voor haar debuut Necessitem Morir en het jaar daarop met El cel no és transparent twee keer de literaire prijs Premi Joanot Martorell. Het was voor haar niet gemakkelijk door te breken want tijdens de jaren van de franquistische dictatuur (1939-1975) had ze vaker last met de censuur. Na de Caputxinada (1966), de oprichtingsvergadering van een democratische studentenvakbond met daaropvolgende politiebelegering, wordt ze samen met de vele intellectuelen en kunstenaars die het evenement met hun aanwezigheid ondersteund hadden gearresteerd. Daardoor komt ze op een zwarte lijst van te bewaken personen met als reden: "procomuniste, catalanoseparatiste". Als feministe, socialiste en catalaniste was ze voor het nationaalkatholieke regime driedubbel verdacht.
Het grote succes zal echter komen met haar werk Betúlia uit 1956. In 1959 richt ze samen met Ricard Salvat i Ferré de toneelschool Escola d'art Dramàtic Adrià Gual op. Daar geeft ze les, vertaalt, regisseert en motiveert een hele generatie voor het toneel, zoals de regisseur en dramaturg Josep Maria Benet i Jornet. In die periode verschijnen ook twee belangrijke romans: El gust de la pols en Un lloc entre els morts. Samen met haar levensgezel auteur Jaume Vidal i Alcover ontwikkelt ze het Catalaans cabaret.
Ze was politiek actief in de Partit dels Socialistes de Catalunya. Ze was raadgeefster Cultuur voor het stadsbestuur van Barcelona en tot aan haar dood verantwoordelijk voor de publicaties van de stad. Ze is tot haar laatste dagen, tot ze door de kanker op 2 oktober 1991 geveld werd, blijven strijden en schrijven.

## Enige werken

### In het Catalaans
- 1947: Necessitem morir
- 1948: El cel no és transparent (in 1963 uitgebracht na een revisie onder de leiding van Salvador Giner i de San Julián onder de titel: La pluja als vidres
- 1956: Betúlia
- 1962: El gust de la pols
- 1967: Un lloc entre els morts
- 1993-2000: Obra completa (verzameld werk in zeven delen uitgegeven door Guillem-Jordi Graells)

Een volledige bibliografie vind je hier.

### In het Spaans
- 1990: ¿Qué diablos es Cataluña?

## Onderscheidingen en erkenning
- 1947: Premi Joanot Martorell met Necessitem Morir
- 1948: Premi Joanot Martorell met El cel no és transparent
- 1968: Premi Sant Jordi de novel·la met Un lloc entre els morts
- 1979: Prijs van het Italiaanse Ministerie van buitenlandse zaken voor haar vertalingen en haar engagement om de Italiaanse literatuur bekend te maken.

In de Catalaanse landen zijn diverse straten en pleinen naar Maria Aurèlia Capmany i Farnés vernoemd: onder meer in Barcelona, Girona, Lleida, Sabadell, Mataró en Reus. Ze werd gekozen als jurylid van de eerste Lletra d'or.
- Biblioteca Nacional de España: XX1720389
- Bibliothèque nationale de France: cb118858927 (data)
- Catàleg d'autoritats de noms i títols de Catalunya: 981058519947406706
- Gemeinsame Normdatei: 118863517
- International Standard Name Identifier: 0000 0001 0901 8483
- Library of Congress Control Number: n80014872
- Nationale Bibliotheek van Israël: 987007279706605171
- Nederlandse Thesaurus van Auteursnamen: 070106673
- Istituto Centrale per il Catalogo Unico: PALV041900
- Système universitaire de documentation: 026651378
- Virtual International Authority File: 54142662
- WorldCat: E39PBJgxtBcW4xj87rjxYYFqcP